# Vádí Kadum
Vádí Kadum (hebrejsky: ואדי קדום) je arabská čtvrť v jihovýchodní části Jeruzaléma v Izraeli, ležící ve Východním Jeruzalému, tedy v části města, která byla okupována Izraelem v roce 1967 a začleněna do hranic města.

## Geografie
Leží v nadmořské výšce cca 650 metrů, 1,5 kilometru jihovýchodně od Starého Města. Na západě s ní sousedí arabská čtvrť Ras al-Amud, jejíž je součástí. Na severu leží rovněž arabská čtvrť at-Tur. Zaujímá polohu na jižním a jihovýchodním úpatí Hora Olivetské a sousedního vrcholku Har ha-Mašchit, v údolí patřícím do povodí vádí Nachal Kidron. Dál k východu pocházejí městské hranice Jeruzaléma, které přibližně sleduje také Izraelská bezpečnostní bariéra. Ta odděluje další arabskou zástavbu východně odtud s rozptýlenými sídly jako Abu Dis a al-Ejzarija. Čtvrtí prochází lokální silnice číslo 417. Vádí Kadum leží nedaleko Zelené linie, která do roku 1967 rozdělovala Jeruzalém.

## Dějiny
Původně šlo o malé ryze vesnické sídlo. Po konci první arabsko-izraelské války byla lokalita v rámci dohod o příměří z roku 1949 začleněna do území okupovaného Jordánskem. V roce 1967 byla okupována Izraelem a stala se městskou částí Jeruzaléma. Zástavba má rozptýlený vesnický charakter a spolu s okolními čtvrtěmi vytváří na živelně rostlém půdorysu souvislou aglomeraci.
V lednu 2010 došlo ve čtvrti k sporu mezi dvěma místními rodinami. Výsledkem násilných potyček byl jeden mrtvý a pět zraněných.